# Hermann von Meyer
Christian Erich Hermann von Meyer (Frankfurt am Main, 3 de setembro de 1801 — Frankfurt am Main, 2 de abril de 1869) foi um paleontólogo alemão.
Foi laureado com a medalha Wollaston de 1858, concedida pela Sociedade Geológica de Londres.